# Wanda Podgórska
Wanda Romualda Podgórska, z domu Turska, ps. Kalina (ur. 26 stycznia?/7 lutego 1858 w Pułtusku, zm.16 października?/29 października 1911 w Moskwie) – polska pisarka i działaczka społeczna.

## Życiorys
Urodziła się w rodzinie ziemiańskiej w Pułtusku, była córką Józefa Turskiego herbu Dołęga i Stefanii z domu Siekierskiej. Po otrzymaniu dobrego wykształcenia w domu, ukończyła pensję Z. Jasińskiej w Warszawie, gdzie poznała swojego przyszłego męża, Sylwestra Ignacego Podgórskiego (1847–1904), rewizora telegrafów, za którego wyszła za mąż w 1878 roku i oboje zamieszkali w Warszawie.
W młodości rozpoczęła współpracę z warszawskimi czasopismami, m.in. „Bluszczem”, „Przyjacielem Dzieci”, „Tygodnikiem Mód i Powieści”, gdzie w latach 1885–1890 ukazywały się jej opowiadania, artykuły i komedie. W tym okresie zaprzyjaźniła się m.in. z Marią Konopnicką (która była jej kuzynką: ojciec Wandy był stryjecznym bratem matki Marii Konopnickiej, Scholastyki Turskiej) i Marią Ilnicką.
Około 1887 roku wyjechała wraz z mężem do Moskwy. Okoliczności tego wyjazdu nie są znane. Wyjazd do Moskwy przerwał działalność literacką Wandy Podgórskiej, zajmowała się tam głównie wychowaniem dzieci, jednak znajdowała czas na działalność społeczną. Była przewodniczącą tamtejszego Związku Kobiet Polskich i występowała wielokrotnie z odczytami w Domu Polskim w Moskwie, namawiając do tego również innych Polaków. Po śmierci męża prowadziła dalej jego firmę zajmującą się sprawami związanymi z rozrachunkami przewozów kolejowych. Zmarła w Moskwie. Jej pogrzeb na Cmentarzu Wwiedieńskim odbył się 2 listopada 1911 roku.
Była matką ośmiorga dzieci:
- Przemysława Podgórskiego – inżyniera, działacza niepodległościowego
- Janiny – pierwszej polskiej adwokatki, późniejszej żony Stanisława Jurkiewicza, ministra w kilku rządach II RP.
- Zbigniewa Szczęsnego Gracjana Podgórskiego (1882– po 1935) – sędziego pokoju Sądu Okręgowego w Warszawie
- Mieczysława Podgórskiego (1884–1917) – lekarza
- Jadwigi Podgórskiej (1885–1948) – chemiczki
- Zdzisława Maksymiliana Podgórskiego (1888–1944) – majora Wojska Polskiego (II RP)
- Witolda Klemensa Michała Podgórskiego (1890–1962) – porucznika Wojska Polskiego (II RP)
- Zofii Podgórskiej (1894–1894).

## Twórczość
- 1879: Żona cudzoziemca – debiutancka komedia odznaczona na konkursie Wydziału Krajowego we Lwowie i wystawiona tam w 1885 roku
- 1883: Król Jan III – opowiadania historyczne, nagrodzone przez Koło Literackie we Lwowie
- 1885: Dwie mazurki – opowiadanie z czasów Bolesława Krzywoustego
- 1885: tłumaczenie powieści Berty Behrens Sieroca dola
- 1902: W chacie leśnika – sztuka ludowa, wydana w Krakowie
- 1902: Dziad Obleś – również wydana w Krakowie
- 1909–1910: Dwa odczyty popularne: Co to jest naród i Historia włościan.